# Großer Zab
Der Große Zab (arabisch الزاب الكبير, DMG az-Zāb al-Kabīr; kurdisch Zêyê Mezin), auch Oberer Zab (arabisch الزاب الاعلى, DMG az-Zāb al-Aʿlā, kurdisch: Zê Gewre, persisch زاب بزرگ; Zâb-e Bozorg, syrisch-aramäisch: ܙܒܐ ܥܠܝܐ; Zawa `elaya, türkisch: Büyükzap Suyu, griechisch Λύκος, Lykos; Latein: Lycus, unklare Landessprache nach akkadischen Quellen: Elamunia), ist ein linker Nebenfluss des Tigris.
Der Große Zab entspringt in der südöstlichen Türkei, fließt überwiegend in südliche Richtung und mündet nach 473 km südlich von Mossul im Irak in den Tigris.
Er bildet in etwa die Grenze des von Kurden bewohnten Teils des Iraks. Am 16. Januar 750 war der Zab Schauplatz einer Schlacht zwischen den Abbasiden und den Umayyaden. Die Abbasiden unter Abu l-Abbas as-Saffah schlugen die Umayyaden unter Marwan II. entscheidend und führten damit einen Wechsel in der Dynastie der Kalifen herbei.
Beiderseits des Großen Zab wohnten bis 1915 in Hakkâri die meisten Stämme der christlichen Assyrer.
Am Großen Zab wurde mit dem Bau der Bechme-Talsperre begonnen. Die Arbeiten sind jedoch unterbrochen, der Weiterbau ist ungewiss.